# جوربند (نور)
جوربند، روستایی است از توابع بخش چمستان شهرستان نور در استان مازندران ایران.

## جمعیت
این روستا در دهستان ناتل رستاق قرار دارد و براساس سرشماری مرکز آمار ایران در سال ۱۳۸۵، جمعیت آن ۱۸۷۰ نفر (۵۳۷خانوار) بوده‌است. مردم این روستا به زبان مازندرانی صحبت میکنند.